# NGC 6317
NGC 6317 est une galaxie spirale barrée située dans la constellation du Dragon. Sa vitesse par rapport au fond diffus cosmologique est de 8 077 ± 5 km/s, ce qui correspond à une distance de Hubble de 119,1 ± 8,3 Mpc (∼388 millions d'al). NGC 6317 a été découverte par l'astronome américain Lewis Swift en 1883.
Les avis diffèrent sur la classification de NGC 6317, spirale ordinaire (Sc) selon  Wolfgang Steinicke et la base de données NASA/IPAC, et spirale barrée selon le professeur Seligman et HyperLeda. On peut voir nettement deux bras spiraux sur l'image obtenue des données du relevé SDSS et ceux-ci semblent reliés à une barre centrale. La classification de spirale barrée par le professeur Seligman et HyperLeda semble mieux décrire cette galaxie.
En raison d'une brillance de surface égale à 14,30 mag/am2, on peut qualifier NGC 6317 de galaxie à faible brillance de surface (LSB en anglais pour low surface brightness). Les galaxies LSB sont des galaxies diffuses (D) avec une brillance de surface inférieure de moins d'une magnitude à celle du ciel nocturne ambiant.